# Rubus geoides
Rubus geoides ist eine Pflanzenart der Gattung Rubus. Sie kommt ausschließlich im südlichen Südamerika (Argentinien und Chile) vor.

## Beschreibung
Rubus geoides ist eine sich verzweigende, kriechend wachsende, ausdauernde und Ausläufer bildende krautige Pflanze. Die Pflanze ist behaart, die Stängel schwach verholzend. Die wechselständig stehenden Laubblätter sind dreiteilig gefiedert aus eiförmigen bis länglich-runden Blättchen mit gesägt-gelapptem Rand zusammengesetzt. Das mittlere Blättchen ist dabei deutlich größer als die seitlichen, es ist zwischen 0,8 und 2,5 Zentimeter lang und 1 bis 2 Zentimeter breit. Die Nebenblätter sind spitz und häutig.
Die zwittrigen, radiärsymmetrischen Blüten stehen endständig und einzeln. Die Kronblätter sind weiß oder rosafarben. Es sind zahlreiche Staubblätter vorhanden. Die großen Sammelsteinfrüchte sind glänzend rot, essbar und von bitter-süßem Geschmack.

## Verbreitung und Lebensraum
Rubus geoides ist beheimatet in Feuerland (Argentinien, Süd-Chile), den Juan-Fernández-Inseln und den Falklandinseln.
Sie besiedelt offene bis teilweise beschattete, feuchte Standorte zwischen Felsen, auf Wiesen, zwischen Sträuchern, Waldlichtungen und -rändern in Höhenlagen zwischen 0 und 550 m, Reiche berichtet von bis zu 1800 m Höhe.

## Nachweise
- Rubus geoides in der Enciclopedia de la Flora Chilena (span.)
- Karl Reiche: Estudios críticos de la Flora de Chile, 1896 ff., Vol. 2, p. 213, PDF Online (span.)
- Gustavo Vater, Miriam Arena: In vitro propagation of Rubus geoides, in: New Zealand Journal of Crop and Horticultural Science, 2005, Vol. 33: 277–281